# نوریاکی کاسای
نوریاکی کاسای (انگلیسی: Noriaki Kasai؛ زاده ۶ ژوئن ۱۹۷۲) یک اسکی‌باز پرش اهل ژاپن است. 